# Hey, O.K.!
Hey, O.K.! — касета гурту Воплі Відоплясова, яка була видана канадсько-українською студією «Кобза», у 1990 році. Була дуже популярною серед діаспори і в Україні.
Цей альбом не вважається офіційним.

## Композиції
1. Connection (2:08)
2. Polonyna(In the mountains) (3:14)
3. Sweet little song (3:49)
4. Hey, OK! (2:42)
5. Halyna (2:43)
6. Back in the good old days (3:02)
7. White spots (2:54)
8. Hallelujah (2:21)
9. Mad star (3:00)
10. Sunrise (3:09)
11. Dancing (2:27)
12. A Song (2:48)
13. Rainbow twist (1:55)
14. Music (3:27)
15. Flying down (2:23)
16. Grass (2:40)
17. ABUPUP (1:36)
18. Once (3:01)
19. The Land of dreams (5:18)